# Magnetic Scrolls
Magnetic Scrolls war eine britische Computerspiel-Firma, die ab 1984 durch ihre Textadventures weltweit Bekanntheit erlangte. Zu den populärsten Spielen zählen The Pawn (1985), The Guild of Thieves (1987) und das auf Lewis Carrolls Geschichten von Alice im Wunderland beruhende Wonderland (1990).

## Geschichte
Anita Sinclair und Ken Gordon hatten Magnetic Scrolls 1984 in London gegründet. Die Firma entwickelte Textadventures, die in der Branche hohe Anerkennung erreichten und ein europäisches Gegengewicht zu Infocom darstellten, dem damals dominierenden, US-amerikanischen Entwickler von Textadventures. Der Erfolg zwischen 1985 und 1990 basierte einerseits auf der literarischen Qualität und dem britischen Humor der Texte, andererseits auf der auch auf 8-Bit-Computern wie dem Commodore 64 guten Qualität der Grafiken und schließlich auf dem von Magnetic Scrolls entwickelten Parser. Dieser war dem Referenzparser von Infocom sowohl in der Erkennung grammatikalischer Strukturen als auch im Wortschatz zumindest ebenbürtig, in mancher Hinsicht sogar überlegen: Beispielsweise erlaubte er die Disambiguierung komplexer Eingaben wie „use the trowel to plant the pot plant into the plant pot“ im Spiel The Pawn (etwa: „benutze die Pflanzkelle, um die Marihuanapflanze in den Blumentopf einzupflanzen“), in der dasselbe Wort (“plant”) in drei verschiedenen Bedeutungen auftaucht.
Indem Magnetic Scrolls, anders als Infocom zu dieser Zeit, ab 1986 ausgewählte Spielszenen mit statischen Grafiken untermalte, setzte sich die Firma von den nur Text darstellenden Spielen von Infocom und anderen zeitgenössischen Anbietern ab. Das Erstlingswerk The Pawn wurde dabei zum finanziell erfolgreichsten Spiel der Firma, da die Grafiken die technischen Möglichkeiten der neu erschienen 16-Bit-Heimcomputer Amiga und Atari ST ausnutzten. Im Spiel Jinxter, das im gleichen Jahr wie Guild of Thieves erschien, wurden die Illustrationen von mehreren Grafikern beigesteuert und in bewusst unterschiedlichen Stilen gehalten.
Innovativ war ebenfalls das eingebaute „Hint-System“. Kam der Spieler bei einem Rätsel nicht weiter, konnte er einen der zahlreichen numerischen Codes aus dem Frage-Antwort-Teil des Handbuchs in den Parser eingeben und erhielt einen, abhängig von der Länge des Codes verklausulierten, Lösungshinweis.
Firmengründerin Sinclair hatte ein gutes Verhältnis zu Tony Rainbird, Gründer des Publishers Rainbird Software. Rainbird veröffentlichte fortan die Spiele von Magnetic Scrolls, die gut zum Anspruch Rainbirds passten, qualitativ hochwertige Software anzubieten. Um dem Anspruch zu genügen, ergänzte Magnetic Scrolls ihren Erstling The Pawn, das zuvor als reines Textadventure für den Sinclair QL erschienen war, um Standbilder und veröffentlichte fortan (mit Ausnahme der Versionen für den weniger leistungsfähigen ZX Spectrum) nur noch Textadventures mit Grafiken. Tony Rainbird verließ Rainbird allerdings Mitte 1986, und Sinclair kam mit seinen Nachfolgern Paula Byrne und Paul Hibbard nicht gut zurecht. Das hatte Auswirkungen beim Verkauf von Rainbirds Mutterfirma Telecomsoft an MicroProse im Mai 1989: Magnetic Scrolls verlor seinen Publishing-Vertrag. Da die Veröffentlichungsrechte bei MicroProse lagen und selbige die Veröffentlichung einstellten, war Magnetic Scrolls ohne Einkommen. Die Finanzierung der Produktion des Folgespiels Wonderland sowie die laufenden Kosten bezahlte Sinclair aus eigener Tasche.
Ab den 1990er-Jahren konnte die Firma ihre hohen Produktionskosten nicht mehr durch den erzielten Umsatz einspielen. Rob Steggles, in den 1980er-Jahren wichtigster Textautor von Magnetic Scrolls, schrieb hierzu:

“Though Jinxter was an excellent game, the cost of producing it had been too high and, from where I was sitting, highly unprofitable. To my mind, it signalled the beginning of the end for Maggot Rolls. By contrast, Corruption which sold roughly the same number had been a fraction of the cost to produce as only myself and Hugh had worked on it. […]”

Und weiter:

“[L]ate 1989 […], Wonderland had already started and seemed to be going the way of Jinxter in that it had a large team on it who seemed to spend vast amounts of time reinventing the wheel. I seem to remember Ken and Doug spending months writing a complete Windows system and Paul writing a program to animate our pictures – all stuff you could buy off the shelf for a fraction of the cost.”

1991 veröffentlichte man noch "The Magnetic Scrolls Collection Vol. 1". welches die alten Spiele "The Guild of Thieves", "Corruption" und "Fish!" mit dem technischen Unterbau von Wonderland, der Magnetic Windows Engine, enthielt. Ein weiterer Teil mit den restlichen Spielen wurde angekündigt, ist jedoch aufgrund des eingebrochenen Marktes für Textadventures nie erschienen. 1992 wurde die mittlerweile insolvente Firma vom US-amerikanischen Publisher MicroProse aufgekauft, der die Kapazitäten von Magnetic Scrolls für die Produktion des Rollenspiels The Legacy: Realm of Terror nutzte. The Legacy wurde im März 1993 veröffentlicht, war jedoch kein Erfolg, und die Marke Magnetic Scrolls wurde vom Eigner MicroProse nie wieder verwendet. Inzwischen liegen die (ungenutzten) Rechte bei Atari.
Im September 1998 gab es dann noch ein letztes Lebenszeichen des Unternehmens, als Ken Gordon die Internet-Domain magneticscrolls.com registrieren ließ. Diese Website blieb seit ihrer Registrierung allerdings unverändert und mit Ausnahme des Firmenlogos leer. Ab Juli 2011 war die Seite nicht mehr erreichbar. Seit 2023 gehört die Seite der Strand Games Initiative.

## Strand-Games-Initiative
Im Mai 2017 ging die Strand-Games-Initiative an die Öffentlichkeit. Strand Games wurde von Hugh Steers, Mitbegründer von Magnetic Scrolls und einer der Hauptentwickler, und Stefan Meier, Entwickler der "Magnetic-Scrolls-Memorial"-Fansite, ins Leben gerufen. Die Initiative wird von mehreren früheren Mitgliedern des Magnetic-Scrolls-Teams unterstützt, insbesondere Anita Sinclair, Ken Gordon, Rob Steggles und Servan Keondjian. Das Ziel der nichtkommerziellen Initiative ist es, die ursprünglichen Spiele von Magnetic Scrolls zu bewahren und für moderne Geräte zu überarbeiten. Mit dem öffentlichen Erscheinen der Initiative wurde auch eine erste Betaversion des überarbeiteten Klassikers The Pawn veröffentlicht. Im Juni 2017 wurde die überarbeitete Version von The Pawn offiziell veröffentlicht. Gleichzeitig gelang es, die Original-Quelltexte der Spiele aus Sicherheitskopien auf alten Digital-Linear-Tape-Magnetbändern zu retten. Dazu war ein aufwendiger und aufsehenerregender Prozess notwendig, in dem u. a. die Magnetbänder über mehrere Stunden bei niedriger Temperatur in einem Backofen erhitzt werden mussten. Im Dezember 2017 wurde dann eine überarbeitete Version des Klassikers The Guild of Thieves veröffentlicht, die mit Hilfe der geretteten Quelltexte entwickelt wurde. Im Januar 2019 folgte die Veröffentlichung des überarbeiteten Jinxter.

## Ludographie
- The Pawn (1985, Rainbird Software).
- The Guild of Thieves (1987, Rainbird).
- Jinxter (1987, Rainbird).
- Corruption (1988, Rainbird).
- Fish! (1988, Rainbird).
- Myth (1989, Rainbird).
- Wonderland (1990, Virgin Interactive).
- The Magnetic Scrolls Collection Vol 1 (1991, Virgin Interactive).
- The Legacy: Realm of Terror (1993, Microprose).